# Notamacropus irma
Notamacropus irma là một loài động vật có vú trong họ Macropodidae, bộ Hai răng cửa. Loài này được Jourdan mô tả năm 1837.

## Hình ảnh

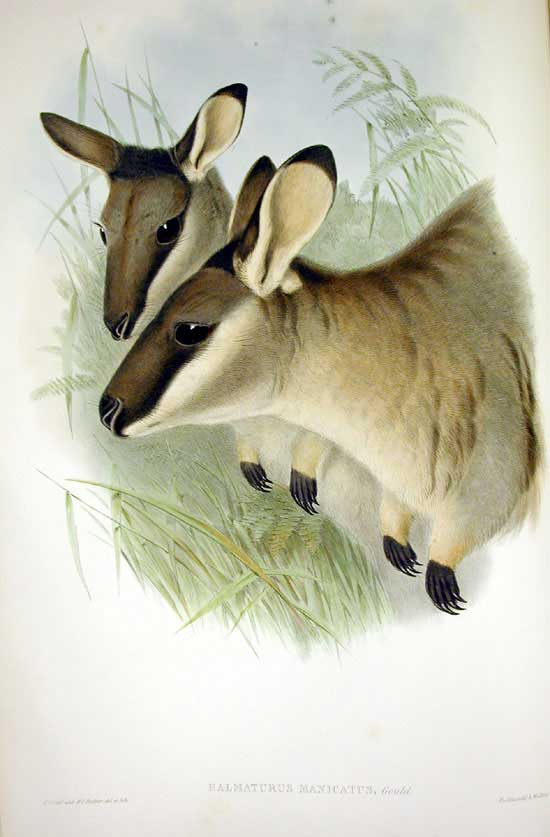
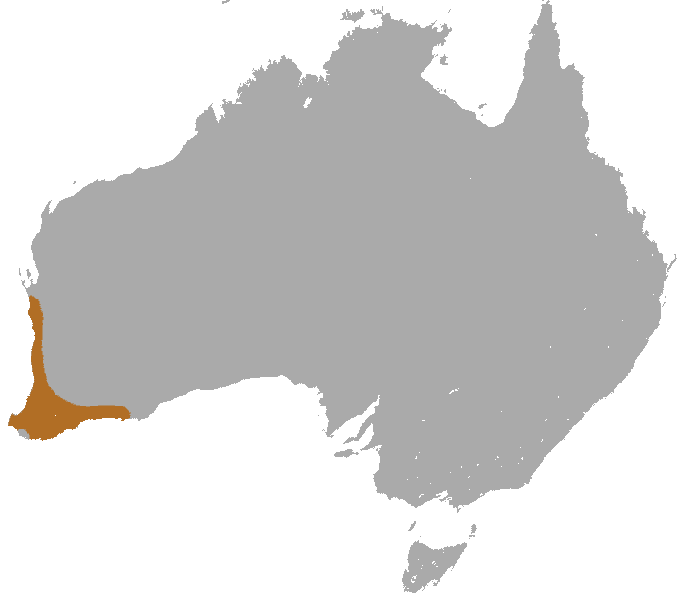